# Kleinpestitz/Mockritz
Kleinpestitz/Mockritz mit Kaitz und Gostritz ist ein statistischer Stadtteil im Dresdner Stadtbezirk Plauen. Er liegt im Dresdner Süden im und am Kaitzbachtal und auf der Südhöhe.

## Lage
Der statistische Stadtteil ist im Norden von Räcknitz/Zschertnitz, im Westen von Coschütz/Gittersee, im Nordwesten von Plauen und im Osten von Leubnitz-Neuostra umgeben. Südlich liegt die Gemeinde Bannewitz im Landkreis Sächsische Schweiz-Osterzgebirge.
Der statistische Stadtteil ist an seiner nördlichen Grenze etwa 2,5 Kilometer vom Hauptbahnhof entfernt.

## Gliederung
Zum statistischen Stadtteil gehören Kleinpestitz, Mockritz, Kaitz und Gostritz, die alle 1921 nach Dresden eingemeindet wurden. Der Stadtteil gliedert sich in folgende sechs statistische Bezirke: 
- 841 Kleinpestitz (Muldaer Str.)
- 842 Kleinpestitz (Eppendorfer Weg)
- 843 Kleinpestitz (Dorfhainer Str.)
- 844 Kaitz
- 845 Altmockritz/Altpestitz
- 846 Gostritz

## Verkehr
Durch den Stadtteil verläuft die Bundesstraße 170, die unmittelbar am Stadtrand zu Bannewitz die Anschlussstelle Dresden-Südvorstadt zur Bundesautobahn 17 hat. Die vierspurige B 170 (Innsbrucker Straße) kreuzt genau wie die Autobahn das Tal des Kaitzbachs und umläuft dabei den historischen Dorfkern von Kaitz. An der nördlichen Grenze des Stadtteils hat sie eine niveaufreie Kreuzung zur Kohlenstraße/Südhöhe. Ab dort fällt sie als Bergstraße weiter ins Elbtal.
Der Stadtteil wird nur von Buslinien erschlossen. Die Straßen Altmockritz, Altpestitz, Altkaitz und Altgostritz markieren die historischen Dorfkerne, die alle abseits der Hauptstraßen liegen.

## Weblink
- dresden.de: Statistik (PDF; 347 kB)